# Unione Femminile Nazionale

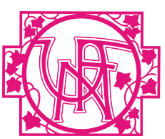
UFN logo

Unione Femminile Nazionale (UFN) är en förening för kvinnors rättigheter i Italien, grundad i Milano 1899. Det var en Italiens första organisationer for kvinnors rättigheter. 
Föreningen grundades av Ersilia Bronzini Majno, Jole Bersellini Bellini, Ada Negri Garlanda, Antonietta Pisa Rizzi, Silvia Pojaghi Taccani, Carolina Ponzio, Nina Rignano Sullam, Elly Carus, Irma Melany Scodnik, Nina Ottolenghi Levi, Adele Riva, Gaetano Meale, Giuseppe Mentessi och Alberto Vonwiller. 
Föreningen verkade för kvinnors frigörelse genom förvärv av politiska, sociala och medborgerliga rättigheter. Den engagerade sig för kvinnlig rösträtt och kvinnors arbetsförhållanden. 
UFN kunde länge fortsätta att verka under fascistregimen, men tvingades slutligen stänga 1938. Den återuppstod 1946. 